# La rivolta dei sette
La rivolta dei sette è un film del 1964 diretto da Alberto De Martino.